# Astragalus maassoumii
Astragalus maassoumii är en ärtväxtart som beskrevs av Dieter Podlech. Astragalus maassoumii ingår i släktet vedlar, och familjen ärtväxter. Inga underarter finns listade i Catalogue of Life.